# Frauke Tengler

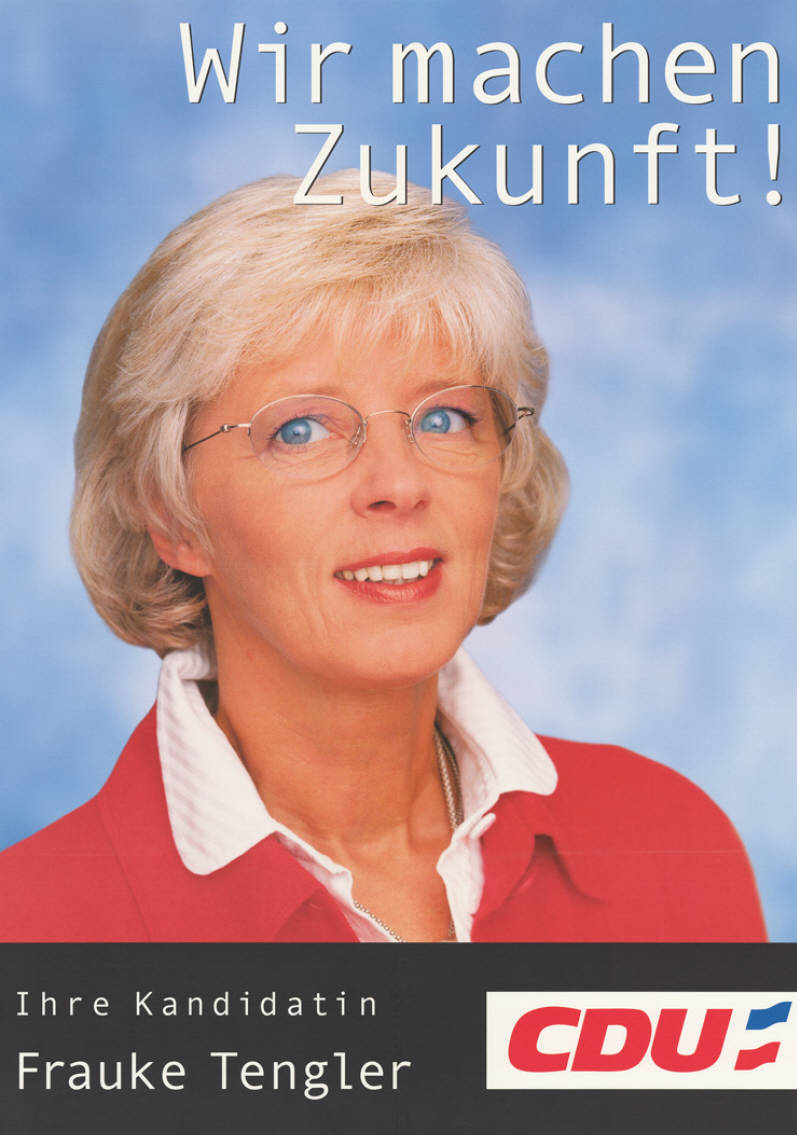
Frauke Tengler auf einem Landtagswahlplakat 2000

Frauke Alwine Margarethe Tengler (* 11. September 1948 in Hürup) ist eine deutsche Politikerin (CDU).
Sie war von 2005 bis 2009 Zweite Vizepräsidentin des Landtages von Schleswig-Holstein und von 1996 bis 2005 Vorsitzende des Umweltausschusses des schleswig-holsteinischen Landtages.

## Leben und Beruf
Nach dem Abitur 1969 absolvierte Frauke Tengler bis 1972 ein Lehramtsstudium an der Pädagogischen Hochschule in Flensburg. Danach war sie bis 1996 als Lehrerin an der Real- und Hauptschule Böklund tätig.
Frauke Tengler ist verheiratet und hat zwei Töchter.

## Partei
Frauke Tengler gehörte von 1994 bis 2011 dem Vorstand des CDU-Kreisverbandes Schleswig-Flensburg an und war seit 2000 stellvertretende Kreisverbandsvorsitzende.

## Abgeordnete
Frauke Tengler gehörte von 1990 bis 2011 dem Gemeinderat von Eggebek an und war von 1990 bis 2003 Mitglied des Kreistages des Kreises Schleswig-Flensburg.
Von 1996 bis 2009 war sie Mitglied des Landtages von Schleswig-Holstein. Hier war Frauke Tengler von 1996 bis 2005 Vorsitzende des Umweltausschusses. Am 17. März 2005 wurde sie zur Zweiten Vizepräsidentin des Landtages gewählt. Sie war außerdem Fachsprecherin der CDU-Landtagsfraktion für die Bereiche Familie und Drogen.
Frauke Tengler ist stets als direkt gewählte Abgeordnete des Wahlkreises Flensburg-Land in den Landtag eingezogen. Bei der Landtagswahl 2005 erreichte sie hier 42,6 % der Erststimmen. Bei der Landtagswahl 2009 kandidierte sie nicht mehr.

## Ehrungen
2024 wurde Tengler das Bundesverdienstkreuz am Bande verliehen.